# Surrender (canción de Laura Pausini)
«Surrender» es una canción de la cantante italiana Laura Pausini. Es el primer sencillo que anticipa el primer álbum en inglés de la cantante, titulado From the Inside. La compañía discográfica Atlantic Records la publicó por primera vez como el primer sencillo del disco, el 22 de agosto de 2002 para los Estados Unidos de América, y posteriormente se publicó el 22 de enero de 2003 como sencillo para Europa y Australia. Fue compuesta por Dane Deviller, Sean Hosein, Steven Smith y Anthony Anderson, mientras que Laura Pausini, Alfredo Cerruti, Dado Parisini la produjeron.
Comercialmente «Surrender» logró ser un suceso en algunos países. En Estados Unidos se logró posicionar como número uno en el Hot Dance Club Play de la revista norteamericana Billboard, número cuatro en la lista de Hot Dance Music/Maxi-Singles Sales y se posicionó en el número cuarenta y tres en la lista de Hot Singles Sales. A nivel global la canción logra ingresar en las listas musicales de Europa y Australia, y de acuerdo a Billboard «Surrender» se logró posicionar en las listas de Radio Airplay en diversas naciones como Alemania, Austria, Dinamarca, Finlandia, Holanda, Hungría, Noruega, Portugal, República Checa, Suecia y Suiza.
La canción viene incluida en el tercer álbum recopilatorio con una nueva versión y esta vez en estilo de Adult contemporary. El álbum se publicó en noviembre del año 2013. El 26 de mayo de 2014 la nueva versión de «Surrender» se publicó como primer sencillo del 20 - The Greatest Hits para Australia.

## Lista de canciones
1. «Surrender»
2. «Surrender - new version»

## Posicionamiento en listas

### Semanales y mensuales
| Australia      | ARIA                               | 61 |
| Bélgica        | Ultratop 50 Flandes                | 25 |
| Bélgica        | Ultratop 50 Valona                 | 39 |
| Canadá         | Canadian Hot 100                   | 8  |
| Estados Unidos | Hot Dance Club Play                | 1  |
| Estados Unidos | Hot Dance Music/Maxi-Singles Sales | 4  |
| Estados Unidos | Hot Singles Sales                  | 43 |
| Hungría        | Editors' Choice rádiós             | 14 |
| Hungría        | Rádiós Top 40                      | 31 |
| Italia         | Top Digital Download               | 7  |
| Italia         | Radio Airplay                      | 5  |
| Países Bajos   | Dutch Top 40                       | 25 |
| Países Bajos   | Single Top 100                     | 31 |
| Suecia         | Singles Top 60                     | 38 |
| Suiza          | Singles Top 75                     | 34 |